# Sołdenie
Sołdenie (lit. Saldenė) − wieś na Litwie, w rejonie wileńskim, 2 km na zachód od Awiżenii, zamieszkana przez 44 osoby. 
W II Rzeczypospolitej wieś Sołdenie należał do powiatu wileńsko-trockiego w województwie wileńskim.